# Rynkówka
Rynkówka – wieś kociewska w Polsce położona w województwie pomorskim, w powiecie starogardzkim, w gminie Smętowo Graniczne.
W latach 1945–1975 miejscowość administracyjnie należała do tzw. dużego województwa gdańskiego, a w latach 1975–1998 do tzw. małego województwa gdańskiego.

## Historia
Dawna siedziba rodziny Czapskich herbu Leliwa.

## Zabytki
Według rejestru zabytków NID na listę zabytków wpisany jest zespół pałacowy:
- pałac, XV, XIX, nr rej.: A-854 z 15.01.1977
- park, XVIII, 4 ćw. XIX, nr rej.: A-854 z 31.12.2013.

Neogotycki pałac z końca XIX wieku wzniesiony został w miejscu dawnego, XIV-wiecznego zamku obronnego krzyżackiego komtura z Gniewu. Budowla zawiera w sobie relikty dawnego zamku, takie jak gotyckie piwnice oraz część parteru, zachował się również układ fos. Pałac otoczony starodrzewem z licznymi pomnikami przyrody (kasztanowce, lipy drobnolistne, sosna wejmutka, graby, buki, platany). 
Pierwszy zamek w Rynkówce powstał za panowania Krzyżaków. W połowie XVI wieku, gdy właścicielem majątku w Rynkówce został kasztelan chełmiński Jerzy Czapski, na starych fundamentach pokrzyżackiego zamku zbudował dwór, a przy nim kaplicę. W ołtarzu kaplicy jedną z relikwii była głowa św. Felicjaty umieszczona w srebrnej puszce, a nad ołtarzem wisiał obraz Matki Boskiej Częstochowskiej. Wg legendy "...we śnie Matka Boska wyraziła swoje życzenie, by jej obraz został przeniesiony do kościoła w Lalkowach". W 1729 roku, obraz Matki Boskiej Częstochowskiej, w uroczystym orszaku, został przeniesiony przez Czapskich do kościoła w Lalkowach. Po rozbiorach majątek przejęło państwo pruskie. W roku 1809 niemiecki właściciel Rynkówki Amtmann Nehring zlikwidował kaplicę.
W latach 80. XIX wieku we dworze wybuchł pożar, po którym pozostały tylko fundamenty. Właścicielem Rynkówki była w tym okresie rodzina von Plehn, która na ruinach dworu wzniosła nowy pałac w stylu neogotyckim. Posiada on narożne ryzality, arkadowy ganek i dekoracyjny fryz.